# Семёнов, Иван Семёнович (Герой Социалистического Труда)
Иван Семёнович Семёнов (1927—2004) — советский хозяйственный, государственный и политический деятель, Герой Социалистического Труда.

## Биография
Член КПСС. С 1943 года — на хозяйственной, общественной и политической работе. В 1943—1987 гг. — слесарь по ремонту, помощник машиниста паровоза в депо станции Рославль Смоленской области, в школе машинистов., на службе в Советской армии, машинист, старший машинист паровозного депо Воркута Печорской железной дороги, руководитель комсомольско-молодежной колонны имени Николая Островского, машинист локомотивного депо станции Муром Горьковской железной дороги, инициатор строительства второго железнодорожного моста через Оку.
Указом Президиума Верховного Совета СССР от 1 августа 1959 года присвоено звание Героя Социалистического Труда с вручением ордена Ленина и золотой медали «Серп и Молот».
Избирался депутатом Верховного Совета РСФСР 9-го созыва.
Умер в Муроме в 2004 году.